# Polemonium micranthum
Polemonium micranthum är en blågullsväxtart som beskrevs av George Bentham. Polemonium micranthum ingår i släktet blågullssläktet, och familjen blågullsväxter. Inga underarter finns listade i Catalogue of Life.

## Bildgalleri

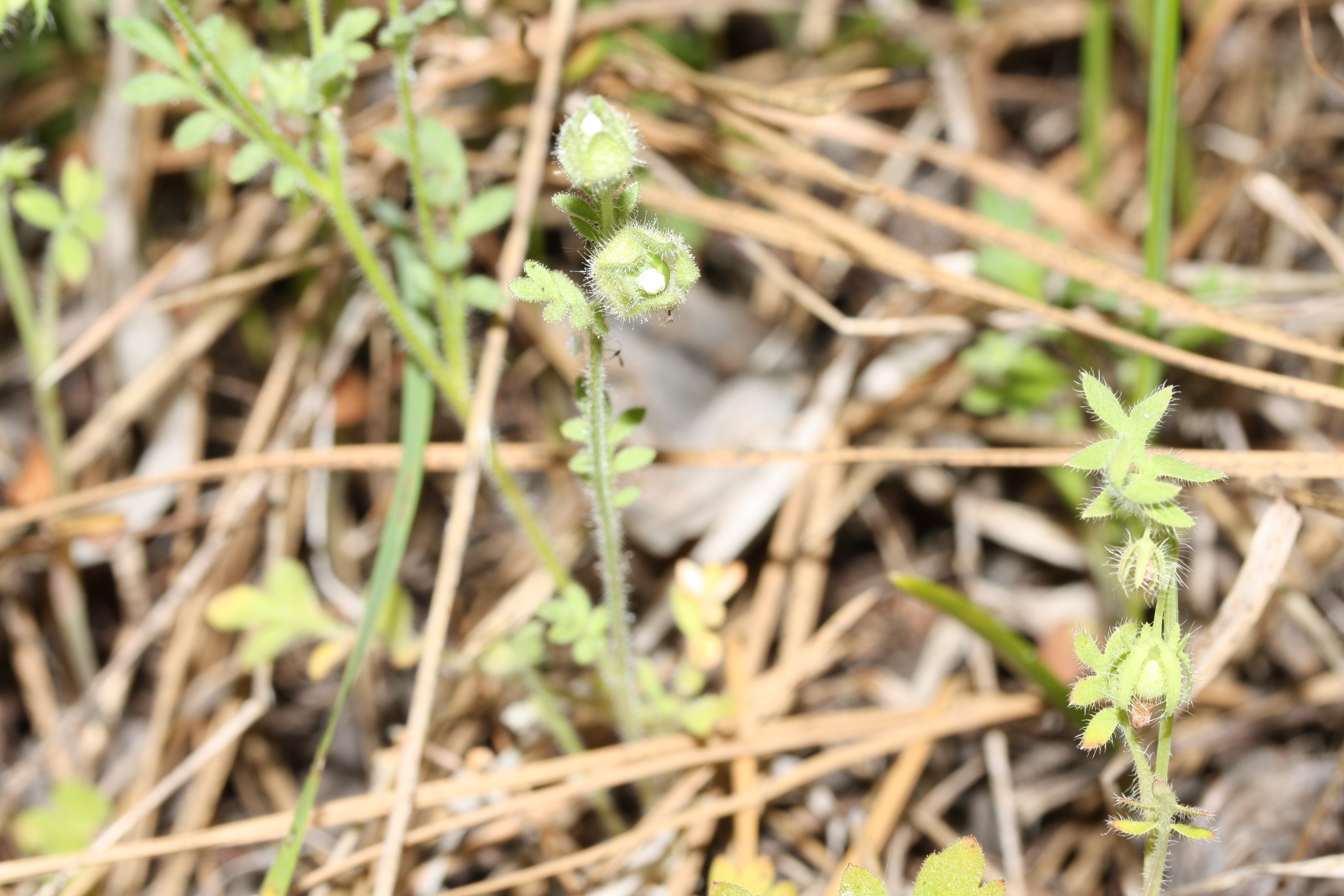
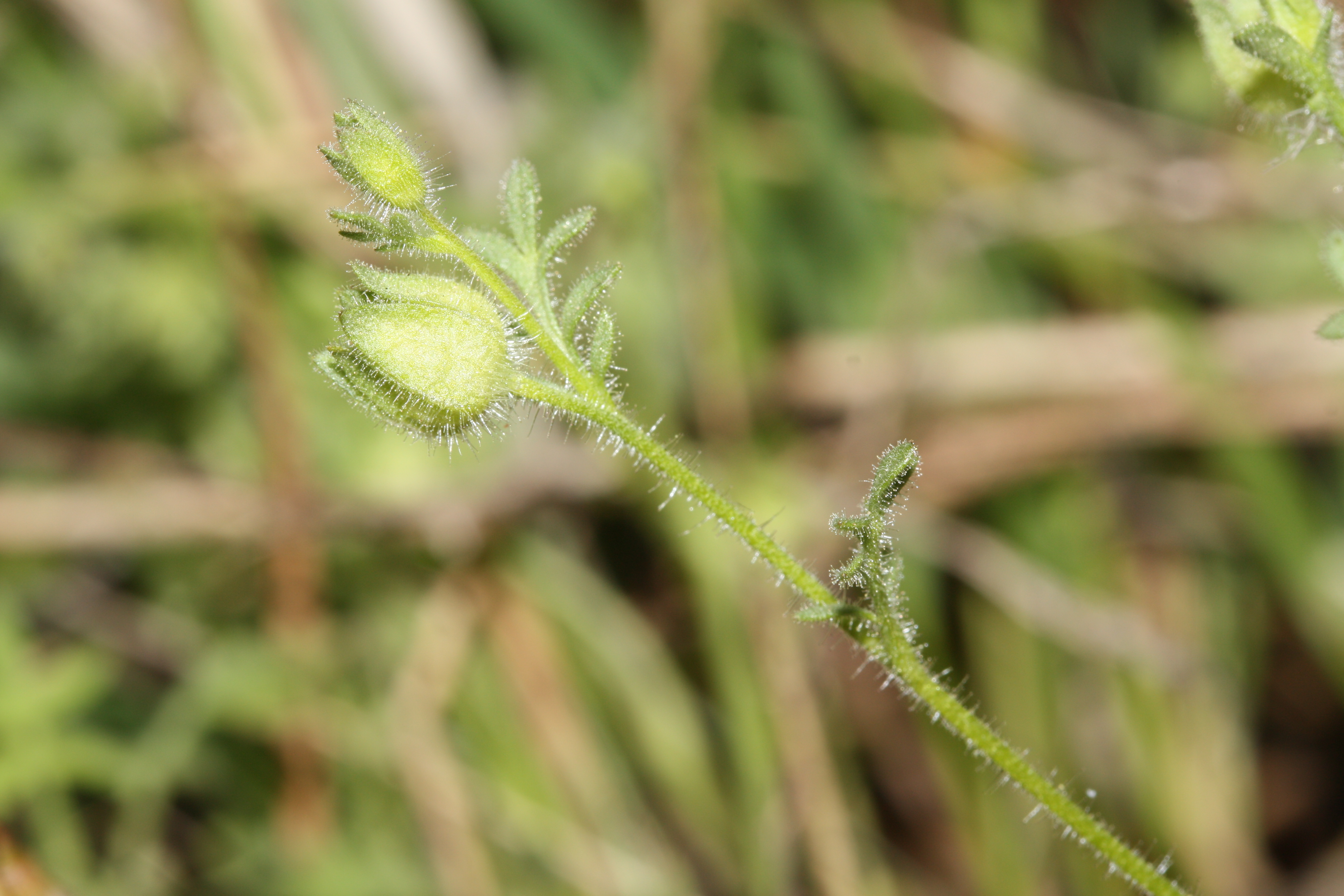
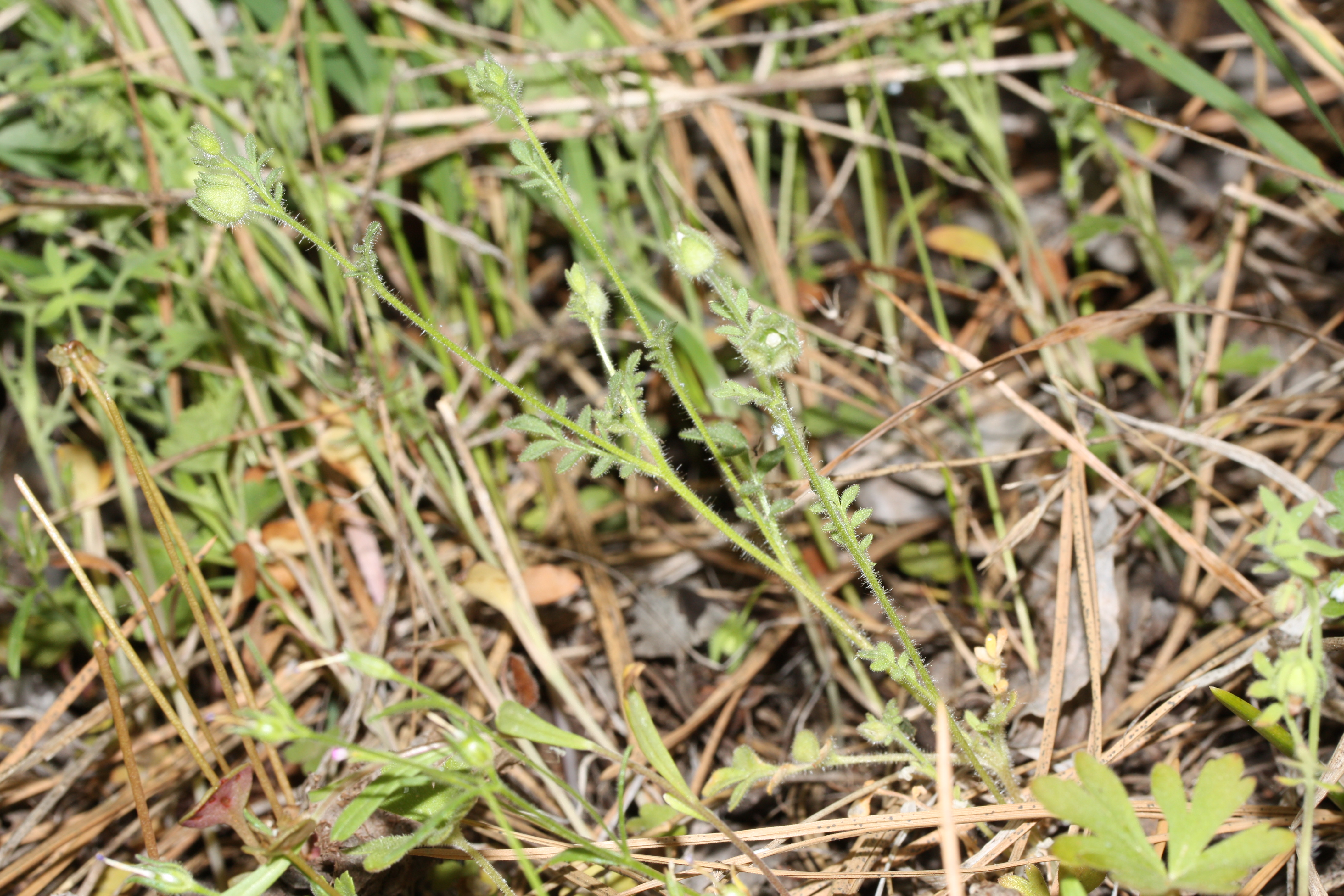
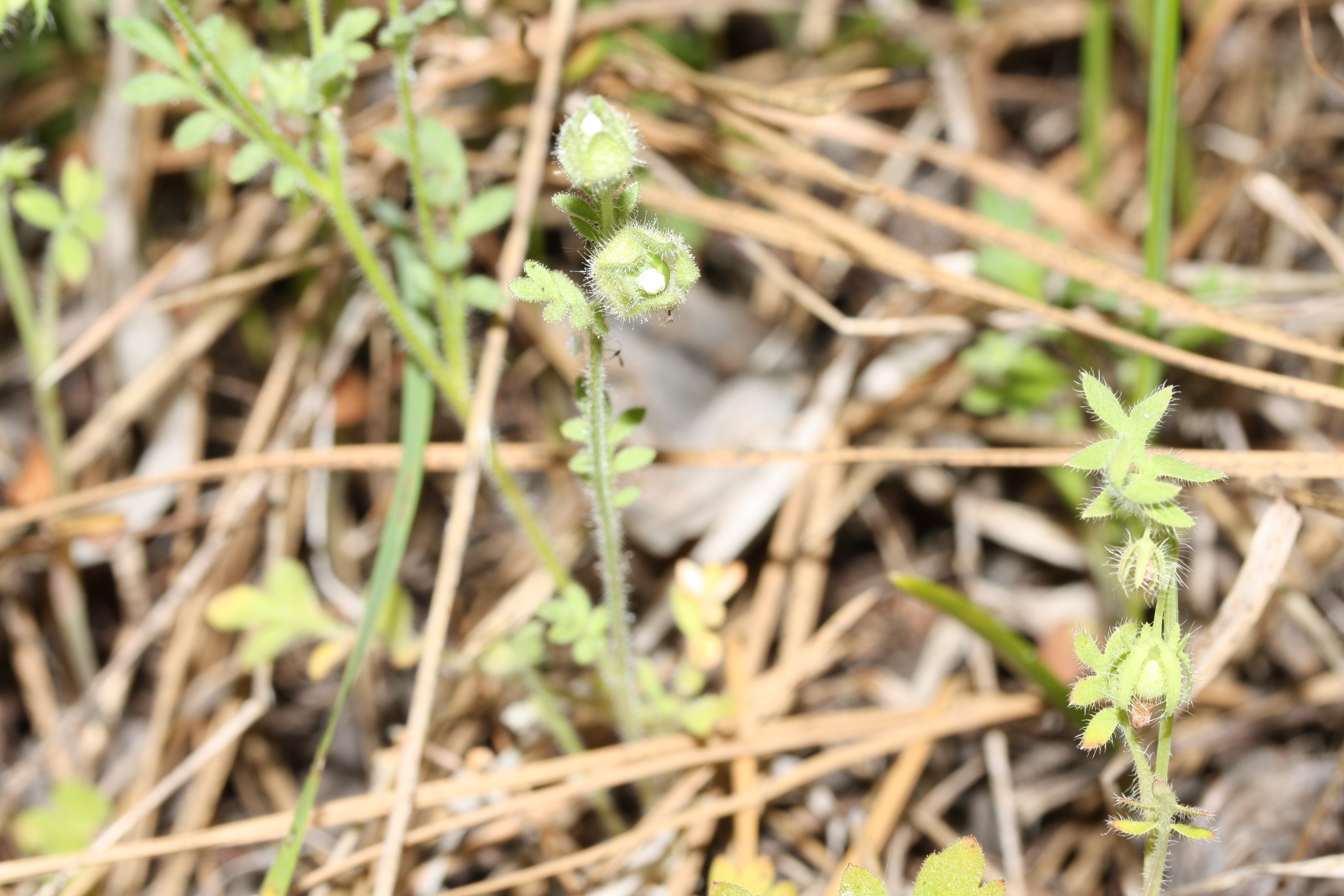
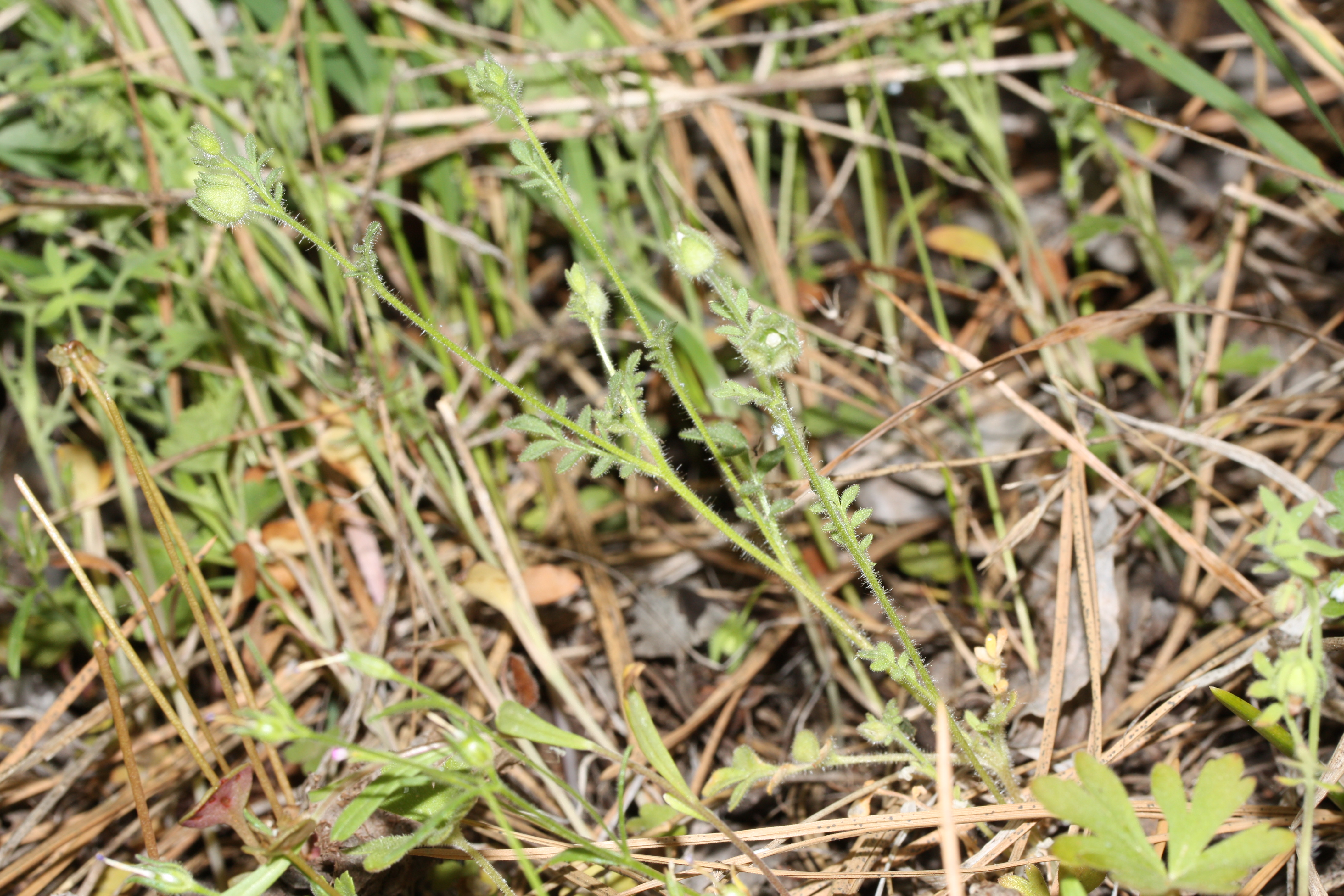